# Ondertapijt
Ondertapijt komt onder tapijt te liggen ter verlenging van de levensduur van het tapijt. Tevens draagt het bij aan de geluids- en warmte-isolatie. De meest gebruikte zijn de vezelachtige of kunststoffen soorten. In geringe mate heeft het een egaliserend effect op de ondervloer. Ondertapijt is niet bruikbaar om als tapijt te gebruiken omdat het zonder de bescherming van tapijt als bovenlaag zeer snel slijt.